# Glen Alvelais
Glen J. Alvelais (22 febbraio 1968) è un chitarrista statunitense thrash metal.

## Biografia
Glen è nato il 22 febbraio 1968. Le sue maggiori influenze chitarristiche sono Yngwie Malmsteen, Ace Frehley, Alex Skolnick, Allan Holdsworth, Joe Satriani, Warren DeMartini mentre i suoi gruppi preferiti sono Meshuggah, Fear Factory, Deftones, KISS. Il suo esordio musicale avvenne con il gruppo thrash metal Forbidden, prendendo il posto, nel 1986, di Robb Flynn, che se ne andò nei Vio-Lence e in seguito formerà i Machine Head. Con questo gruppo pubblicò solamente due dischi; l'esordio, Forbidden Evil (1988), definito da tanti come un grande album (inoltre Alvelais è autore di un'ottima performance) e il successivo disco dal vivo Raw Evil (1989). Successivamente formò un gruppo, i "Bizarro", con cui incise solamente qualche demo e suonò nei Testament. Attualmente, Alvelais ha fondato un gruppo chiamato "LD/50", che ha solo pubblicato un demo e non ha ancora annunciato l'uscita di un album.

## Discografia

### Forbidden
- Forbidden Evil (1988)
- Raw Evil-Live at the Dynamo (1989)

### Testament
- Return to the Apocalyptic City (1993)
- Demonic (1997)

### Altri
- Bizarro - Demo (1990)
- Bizarro - Demo (1998)
- Damage - Demo (1995)
- LD/50 - Demo y2k (2000)